# Caunette-sur-Lauquet
Caunette-sur-Lauquet – miejscowość i gmina we Francji, w regionie Oksytania, w departamencie Aude. W 2013 roku populacja gminy wynosiła 8 mieszkańców. Przez miejscowość przepływa rzeka Lauquet. 